# دينيس ستويان
دينيس ستويان (بالأوكرانية: Стоян Денис Анатолійович)‏ هو لاعب كرة قدم أوكراني في مركز الدفاع، ولد في 24 أغسطس 1981 في هريبينكي في أوكرانيا. لعب مع تشورنومورتس أوديسا وديسنا تشرنيغوف ونادي تافريا سيمفروبول ونادي فورسكلا بولتافا.

## وصلات خارجية
- دينيس ستويان على موقع اتحاد أوكرانيا (الإنجليزية)
- دينيس ستويان على موقع قاعدة بيانات كرة القدم.إي يو (الإنجليزية)
- دينيس ستويان على موقع Soccerway.com (الإنجليزية)